# Magos Herrera
Magos Herrera, née en 1970, est une chanteuse de jazz mexicaine, auteure-compositrice, productrice et éducatrice.

## Biographie
Elle chante en anglais, espagnol et portugais et a collaboré avec Javier Limón (en), le saxophoniste Tim Ries (en), Aaron Goldberg, Pedro Aznar, Ed Simon Trio, John Patitucci, Luis Perdomo (en), Adam Rogers (en), Tim Hagans, Alex Kautz, la compositrice Paola Prestini (en), l'ancien violoncelliste du Quatuor Kronos Jeff Zeigler (en) et bien d'autres.
Elle a été nommée en 2006 et 2009 pour les Lunas del Auditorio (en), présentées par l'Auditorio Nacional de Mexico, pour les meilleures performances live, et pour le meilleur concert de jazz de l'année. Elle reçoit le Berklee Latin Masters Award en 2015.
En 2011, elle est sélectionnée avec Michelle Obama comme l'une des femmes les plus importantes de l'année par le magazine Siempre Mujer (es). Elle est une porte-parole des Nations Unies du programme UN Women UNITE qui lutte contre la violence contre les femmes, et de la campagne HeForShe pour promouvoir l' égalité entre les genres,.

## Discographie

### Albums studio
| An   | Album                     | Étiquette         |
| ---- | ------------------------- | ----------------- |
| 2000 | Orquideas Susurrantes     | Opcion Sonica     |
| 2002 | Pais Maravilla            | Suave Records     |
| 2005 | Todo Puede Inspirar       | EMI               |
| 2006 | Soliluna                  | JM Distribuidores |
| 2009 | Distancia                 | Sunnyside         |
| 2011 | Mexico Azul               | Sony              |
| 2014 | Magos & Limón: Dawn       | OKeh              |
| 2015 | Magos & Limón: He For She | Sony              |